# 托勒密 (伊庇魯斯)
托勒密 (希臘語：Πτoλεμαιoς)  伊庇魯斯摩羅西亞王國國王。統治時期不確定，推測為公元前238年到前235年間統治伊庇魯斯。父母是亞歷山大二世和奧林匹亞絲。
托勒密自兄長皮洛士二世手中繼承伊庇魯斯王位，統治時間不長，當托勒密在擴張疆土的征途上因病去世。但羅馬作家波利艾努斯(Polyaenus)卻記載不同的說法，托勒密是被謀反者暗殺而身亡。繼承給侄女黛達彌亞二世，皮洛士二世的女兒，伊庇魯斯王家最後成員。
| 前任： 皮洛士二世 | 摩羅西亞國王及伊庇魯斯聯盟統帥 約前238年－前235年 | 繼任： 黛達彌亞二世 |